# Der letzte Weynfeldt (Film)
Der letzte Weynfeldt ist eine deutsch-schweizerische Literaturverfilmung des gleichnamigen Bestsellers von Martin Suter aus dem Jahr 2010. Regie führte Alain Gsponer, die Hauptrollen spielen Stefan Kurt, Marie Bäumer und Vadim Glowna.

## Handlung
Dr. Adrian Weynfeldt ist am Ende: Er schreibt seiner Haushälterin einen Abschiedsbrief und will sich erschießen. Kurz vorher will er jedoch noch einen Martini aus seiner Minibar trinken, bemerkt aber, dass er keine Oliven mehr im Haus hat. Er beendet den Abend in seiner Stammbar, wo er Martinis trinkt und auf die junge Lorena trifft. Er lädt sie zum Trinken ein und beide landen am Ende in seiner luxuriösen Wohnung. Kurz nach der Ankunft ist die betrunkene Lorena schon fest eingeschlafen. Am nächsten Morgen ist der Platz neben Adrian im Bett leer. Er entdeckt Lorena an der äußeren Balkonbrüstung. Er will sie vom Selbstmord abbringen, doch bittet sie ihn, ihr nur einen plausiblen Grund dafür zu nennen, nicht zu springen. Er bringt kein Wort heraus, sondern fängt an zu weinen. Sie kehrt um und geht kurz darauf. Auf seine Frage, wie er sie erreichen könne, antwortet sie nur, dass sie ihn erreichen werde.
Kurze Zeit später erhält Adrian einen Anruf von ihr, da sie in einer Nobelboutique beim Stehlen erwischt wurde. Sie hatte versucht, ein Kleid in ihrer Tasche aus dem Laden zu schmuggeln. Am Telefon gibt sie Adrian als ihren Freund aus und er spielt mit und kauft ihr neben dem gestohlenen Kleid noch eine Reihe weiterer Kleider. Ihre überraschte Reaktion kann er nicht nachvollziehen, auch habe er ihr geholfen, weil sie ihn darum gebeten habe. Auch andere Personen bitten Adrian ständig um Dinge. Kunstmaler Rolf Strasser erhält von ihm eine hohe Summe, um seine Kreativität auf einer Insel im Süden wiederzufinden, während Dr. Klaus Baier durch Adrian das Gemälde Femme nue devant une salamandre von Félix Vallotton verkaufen lassen will. Adrian erkennt bald, dass das Bild eine gute Fälschung ist, und erfährt, dass Klaus am Original hängt, dennoch viel Geld braucht und daher die Fälschung verkaufen lassen wollte. Er ist immer noch der Meinung, dass Adrian einfach das falsche Gemälde in die Auktion geben sollte, erkenne den Unterschied doch selbst ein Experte wie Adrian nur mit Mühe. Klaus bringt sowohl Original als auch Fälschung bei Adrian unter und überlässt ihm die Entscheidung, welches Gemälde er am Ende in die Auktion gibt.
Aufgrund der neuen Kleider erkennt Lorenas Ex-Freund Theo Pedroni, dass ihr neuer Freund wohlhabend sein muss. Er testet Adrians Großzügigkeit und gibt vor, Lorena schulde ihm 5000 Schweizer Franken. Adrian zahlt umgehend und Theo und Lorena entwickeln einen Plan, wie sie Adrian noch mehr Geld abnehmen können. Lorena liebt Adrian zwar, will jedoch auch zur Weiterentwicklung eine Reise nach Brasilien unternehmen. Beide geben nun vor, dass Theo ein Geldeintreiber sei und Lorena ihm noch 120.000 Franken schulde. Auch diese Summe zahlt Adrian ohne Zögern. Vor Lorena begründet er sein Handeln unter anderem damit, dass sie ihn so sehr an seine verstorbene Ex Daphne erinnere. Klaus kennt Adrians naive Ader ebenso und überredet Lorena seinerseits zu einem Deal: Sie soll Adrian dazu bringen, am Ende die Fälschung in die Auktion zu geben. Schaffe sie es, erhalte sie 50.000 Franken. Mit Adrian hat Klaus wiederum eine eigene Abmachung: Die Summe, die in der Auktion über 1,6 Millionen Franken liegt, erhält Adrian von Klaus ausgezahlt.

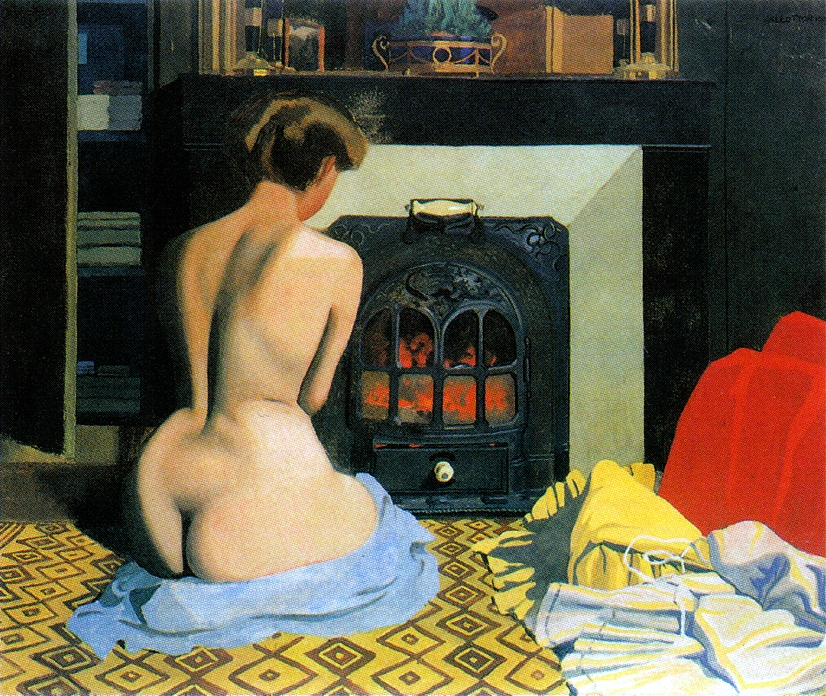
Félix Vallotton – Femme nue devant une salamandre

Unter Lorenas Einfluss verändert sich Adrians Leben. Er wird aktiver und räumt nun endlich das Zimmer seiner vor fünf Jahren verstorbenen, dominanten Mutter, um aus dem Raum ein Fitness-Zimmer zu machen. Zudem lassen ihn Lorenas Versuche, endlich mal etwas zu wagen und die Fälschung in die Auktion zu geben, nicht ruhen. Heimlich bearbeitet er die Fälschung so, dass ein offensichtlicher Fehler verschwindet. Vor Lorena behauptet er jedoch, die markante Veränderung, die jeder eitle Fälscher an seiner Fälschung vornimmt, im falschen Vallotton noch nicht gefunden zu haben. Einige Zeit später beginnt die Auktionsvorbereitung und auch Rolf Strasser ist im Haus, um die zu erwerbenden Bilder zu besichtigen. Er erklärt Lorena, dass der Vallotton eine Fälschung ist und zeigt ihr den maßgeblichen Unterschied zum Original. Lorena wiederum deutet Theo aus Versehen an, dass der Vallotton der Auktion gefälscht ist. In der Auktion geht das Bild an einen anonymen Bieter, den Adrian am Telefon hat und der für 4,1 Millionen Franken den Zuschlag erhält. Von Klaus erhält er nur 2 Millionen Franken ausgezahlt, da er nie mit einem so hohen Erlös gerechnet hat. Theo wiederum nutzt die Gelegenheit, um von Adrian eine Million Franken zu erpressen, habe er doch wissentlich eine Fälschung versteigern lassen. Von seiner Bank werden Adrian Überwachungskamera-Aufnahmen zugespielt, die Lorena und Theo vor der Bank engumschlungen und sich küssend zeigen. Er erkennt, dass er benutzt wurde. Adrian holt Lorena zu sich, zeigt ihr die Million und lässt sie sie anfassen. Anschließend verbringt er mit ihr eine Nacht, behandelt sie jedoch wie eine Prostituierte. Am Ende will er auch ihre Telefonnummer nicht annehmen, werde er sich doch bei ihr melden. Lorena ist enttäuscht und beschämt.
Adrian übergibt Theo die Million und zeigt ihn kurz darauf bei der Polizei an. Theo wird festgenommen. Adrian wiederum ist mal wieder an dem Punkt, wo er sich umbringen will. Er lädt gerade seine Pistole, als Lorena an der Tür klingelt. Sie gibt zu, dass sie ihn nur ausnehmen wollte, weil er es den Menschen auch viel zu leicht mache. Sie gibt ihre Anteile an allen Geschäften an ihn zurück. Klaus verstirbt überraschend und Rolf hofft, nun den echten Vallotton an sich nehmen zu können, findet bei ihm jedoch nur die Fälschung. Er erkennt, dass er Adrian unterschätzt hat. Der finanziert Lorena die Reise nach Brasilien. Er selbst zieht sich in seinen Trainingsraum zurück – wo er gegenüber dem Laufband den echten Vallotton angebracht hat, den er für sich selbst auf der Auktion ersteigert hatte.

## Produktion
Der letzte Weynfeldt ist eine Koproduktion des Schweizer Fernsehens und des ZDF. Produktionsfirmen sind C-Films und Network Movie. Die Dreharbeiten zu Der letzte Weynfeldt starteten am 7. November 2009 und endeten am 17. Dezember 2009. Gedreht wurde in Zürich und Umgebung.
Der Film wurde auf Deutsch gedreht und für den Schweizer Markt auf Schweizerdeutsch nachsynchronisiert. Die Premiere der Synchronfassung fand am 31. August 2010, in Anwesenheit des Romanautors und seiner Frau, im Kino Metropol in Zürich statt. Der Film wurde am 12. September 2010 erstmals im Schweizer Fernsehen ausgestrahlt und lief am 5. Januar 2013 im ZDF zum ersten Mal im deutschen Fernsehen. Es war nach Lila, Lila aus dem Jahr 2009 die zweite Suter-Verfilmung, die Alain Gsponer als Regisseur realisierte.

## Kritik
„Feinsinnige Darsteller in einer ironischen Posse“, befand die TV Spielfilm und lobte die kurzweilige Umsetzung des Plots.

## Auszeichnungen
- 2010: Prix Swissperform für Stefan Kurt[4]
- 2011: Schweizer Fernsehpreis[5]